# Naoyuki Fujita
Naoyuki Fujita (jap. 藤田 直之 Fujita Naoyuki; * 22. Juni 1987 in Fukuoka) ist ein ehemaliger japanischer Fußballspieler.

## Karriere

### Verein
Fujita begann seine Fußballlaufbahn beim Namazuta FC in Iizuka, spielte dann während der Mittelschule für die Rising Stars, im Anschluss für die Mannschaft seiner 5. Oberschule der Tōkai-Universität. Nach seinem Schulabschluss studierte er an der Universität Fukuoka und spielte ebenfalls für deren Mannschaft. Schließlich wurde er 2010 vom Erstligisten Sagan Tosu verpflichtet. Zur Saison 2016 wechselte er zu Vissel Kōbe. Bei dem Verein aus Kōbe stand er drei Spielzeiten unter Vertrag und bestritt 82 Erstligaspiele. Im Januar 2019 wechselte er zu dem ebenfalls in der ersten Liga spielenden Cerezo Osaka. Für den Verein aus Osaka bestritt er in drei Spielzeiten 97 Erstligaspiele. Sein ehemaliger Verein Sagan Tosu nahm in zu Beginn der Saison 2022 unter Vertrag. Am Ende der Saison 2024 belegte er mit Sagan Tosu den letzten Tabellenplatz und musste somit in die zweite Liga absteigen. Nach dem Abstieg beendete er seine Karriere als aktiver Fußballspieler.

### Nationalmannschaft
2003 war Fujita Teil der japanischen U-16-Nationalauswahl und debütierte 2015 für die japanische Fußballnationalmannschaft der Herren. Mit dieser qualifizierte er sich für die Fußball-Ostasienmeisterschaft 2015.